# Osteomeles
Osteomeles je rod ružovki sa dvije ili tri vrste grmova raširenih po istočnoj i jugoistočnoj Aziji.  
Rod je opisan u Transactions of the Linnean Society of London 13(1): 96–98–99, pl. 8. 1821.

## Vrste
1. Osteomeles anthyllidifolia (Sm.) Lindl.
2. Osteomeles schweriniae C.K.Schneid.
3. Osteomeles subrotunda K.Koch

## Sinonimi
- Eleutherocarpum Schltdl.; Lechl. Berb. Am. Austr. 59 (1857)